# Germán Cueto
Pour les articles homonymes, voir Cueto.
Germán Cueto, né le 8 février 1893 à Mexico et mort le 14 février 1975 dans la même ville, est un peintre, sculpteur et créateur de marionnettes mexicain. 

## Biographie
Inscrit à l'Académie de San Carlos de Mexico en 1918 pour étudier la sculpture, Germán Cueto n'y reste que peu de temps mais y fait la connaissance de Dolores Velásquez Rivas, qui se fera connaître sous le nom d'artiste de Lola Cueto, avec laquelle il se marie en 1919. En 1922, il est parmi les membres fondateurs du mouvement stridentiste et fabrique des masques à la casa-taller del artista, point de ralliement du mouvement. Il est alors l'assistant du sculpteur Ignacio Asúnsolo qui le forme à la sculpture. 
En 1927, le couple Cueto s'installe à Paris. Il visite les Pays-Bas, la Belgique, l'Italie, l'Espagne et la Suisse et fréquente l'avant garde européenne, en particulier Julio González, Angelina Beloff, Adam Fischer, Joaquín Torres García, Jacques Lipchitz et Constantin Brancusi. Cueto expose notamment des masques et des sculptures à la Salle de la Renaissance en 1929, s'associe au groupe Cercle et Carré aux côtés de Piet Mondrian, Jean Arp, Wassily Kandinsky et Georges Vantongerloo en 1930 et participe au Salon des surindépendants en 1931.
En 1932, Germán et Lola Cueto rentrent au Mexique. À son retour, Cueto travaille avec Carlos Chávez à la réalisation de marionnettes pour un théâtre éducatif. En 1934, il rejoint la Ligue des écrivains et artistes révolutionnaires fondée par Leopoldo Méndez. Mais son travail reste proches des mouvements européens et ses préoccupations très éloignées des thèmes promus par le Secrétariat à l'éducation publique de José Vasconcelos, dédiés à la glorification de la Nation, de la Liberté et du Travail, tout particulièrement en sculpture. 
Considéré comme le premier artiste abstrait du Mexique, Cueto peine à accéder à une reconnaissance par les institutions et ce n'est qu'en 1965 que le Musée d'art moderne de Mexico lui consacre une rétrospective.